# 福懋油脂
福懋油脂股份有限公司（英語：Formosa Oilseed Processing Co., Ltd.），簡稱福懋油或福懋油脂，是台灣黃豆油4大品牌之一，在食品產業鏈中負責原物料及加工食品區塊，主要經營業務為油脂產品、麵粉、飼料、黃豆粉、大麥片、玉米粉之製造與銷售，大宗穀物加工，其中以油脂佔其營收比例最高，以2020年度計算油脂產品佔52.33%，飼料產品佔其15.11%，原料產品佔31.86%，麵粉產品佔0.70%，並依產品性質分為油脂處、飼料處、原料處三大事業處。總部位於台中大肚區，佔地一萬六千多坪。設有台北辦事處，產品以內銷為主（約九成），外銷主要銷售東南亞地區（約一成）。

## 沿革
在1986年4月18日黃勳高與來自華城電機許家的許忠明 成立了福懋油脂，由黃勳高擔任董事長，許忠明擔任總經理。1991年，福懋油在臺灣證券交易所掛牌上櫃。1993年，通過證交所的核准，及金管會的複核正式公開發行上市，公司代號1225。1996年從第二類股票上市屆滿二年後晉升第一類股票。1999年，由經濟部投審會核准設立寧波福懋油脂有限公司，擴張事業版圖。2004年，福懋油於台中港食品加工專業區投資興建自動化麵粉廠「台灣大食品股份有限公司」，占地60,950平方公尺。於2007年11月台灣大食品公司開始量產營運，並承接先前福懋油麵粉生產及銷售業務，設有小麥加工生產線產能可達1,000公噸。
2013年，發生食品油安問題，該年遭經濟部取消油脂廠GMP認證。並在2014年因應油安問題食品安全衛生管理法變更，資本額三千萬元以上食用油脂製造工廠，應自主檢驗、建立追溯追蹤系統、執行二級品管之第三方驗證，2016年，通過食品衛生安全管理系統驗證，取得清真認證，同年加入永續棕櫚油圓桌倡議（RSPO）。2018年11月宣布在台中港區投資金額約13.09億元興建食用油脂精煉廠。
2019年6月，興泰吳家入主福懋油，重押獨董策略在股東會上取得主導權，8月、11月福懋油資金被興泰吳家使用購買興泰股票，2020年1月回經營權由福懋油重新主導，6月到8月興泰相關人士遭羈押，10月中興泰相關人士遭台中地檢署起訴，進行內線交易、財報不實等等罪名涉嫌掏空福懋油。2021年03月市場派與公司派經營權之爭再起，市場派持股比重47%，公司派持股比重48%。

## 旗下品牌
食用品牌
- 福懋聯福益康
- 福懋漢氏益康
- 福懋漢氏

飼料品牌
- 福有飼料

## 市值
2018年7月13日，近年股市最高價，股價收91.7元。
2022年5月10日，總市值台幣119.19億，在外流通已發行股數為218,703,051股，股價收54.5元。

## 原料供應
福懋油脂的進口的大宗原料及油脂類產品，主要採購自日本綜合型商社。其國外黃豆進口源自美國（46.94%）與巴西（53.06%）；玉米進口源自巴西（72.96%）與阿根廷（13.72%）少數來自美國（3.62%）與南非（9.70%），此兩項為飼料的主體原料。大麥之進口來自澳洲（100.00%），軟白麥之進口來自美國（100.00%）。其中擁有「永續國際認證」佔總體黃豆 42.61%，大宗原料（黃豆、大麥、玉米、 軟白麥）則為27.44%。具有永續棕櫚油認證（RSPO）佔國內軟質棕櫚油採購比例 0.04%。

## 食品安全
2020年福懋油投入約737萬元在食品安全實驗室費用，約佔營業額 0.11% 。棕櫚油油品於供應商出口前應提供重金屬、苯駢芘等項目進行檢驗證明，飼料產品送至食品安全實驗室進行穀物黴菌毒素及重金屬。畜產品則檢驗重金屬與抗生素殘留，部分原料與產品另委託第三方委外驗證。並且設置食用油脂「追蹤追溯管理系統」，出示各式檢驗報告，包含進出貨資料、生產批次上傳至管理系統。設置食安小組，每月固定召開食安會議，建立緊急應變流程，每年進行一回以上演練。內部網路有食安專區，即時更新食安相關法規，並在每月食安小組會議更新至各部門。

### 油安危機
2013年國內大廠相繼爆發油安危機，福懋油脂公司經調查為降低成本，有6款橄欖油經查為調和油，油品標示不實，其中漢氏橄欖油及福懋原味橄欖油此兩款產品中，添加了混摻含有「銅葉綠素」大統橄欖油佔比40%以上進行調和，經台中衛生局3次抽樣檢驗，針對避稽查行為，開罰300萬元，油品標示不實一項罰200萬元，6款開罰1200萬元，共開罰1500萬元。

## 營運及生產設施
福懋油全臺灣據點及中華人民共和國據點客戶服務與業務代表的據點：
- 臺灣台中大肚
- 臺灣台北辦事處
- 中華人民共和國浙江省寧波地區

生產力設施：
- 福懋油脂股份有限公司油脂廠
- 福懋油脂股份有限公司台中港廠
- 福懋油脂股份有限公司麥片廠
- 福懋油脂股份有限公司麵粉廠
- 福懋油棕櫚油新廠

## 參與同業公會
1982－1988年，許忠明代表公司任職臺灣飼料工業同業公會理事長
1994－2001年，黃勳高代表公司任職臺灣飼料工業同業公會理事長。
該公司亦在台灣區植物油製煉工業同業公會、台灣飼料工業同業公會、台灣區玉米類製品工業同業公會、台灣區大麥製品工業同業公會、台灣區麵粉工業同業公會等公會擔任理事或常務理事、台灣糖果餅乾麵食工業同業公會會員。

## 董事會
| 成員                     | 成員 |
| 中文名                   | 備註 |
| ------------------------ | --- |
| 興泰實業股份有限公司     | 依經濟部商工案件公示資料所示，吳金泉113年11月22日違法操作福懋油董事會，召集通知不合法，且根本未經舉手表決或投票表決，即自行宣布興泰公司/吳金泉當選董事長，過程荒腔走板、違反董事會議事辦法，歷經金管會、經濟部查認後於114年3月28日「駁回興泰公司（吳金泉）申請登記福懋油董事長」。 |
| 陸醒華                   | 董事，臺灣師範大學國文傳播學系 |
| 許逸群                   | 董事，現任安和投資控股股份有限公司代表人 |
| 吳清德                   | 董事，晉懋投資股份有限公司代表人 |
| 安和投資控股股份有限公司 | 董事，代表人為許逸群 |
| 晉懋投資股份有限公司     | 董事，代表人為吳清德 |
| 許綺礽                   | 獨立董事，財務專業背景 |
| 連仁隆                   | 獨立董事，企業管理專業 |
| 施博元                   | 獨立董事，法律專業背景 |

## 轉投資事業與子公司
- 子公司：台灣大食品股份有限公司[7]
- 投資公司：中聯油脂股份有限公司[7]
- 中翔國際公司
- 元合餐飲股份有限公司
- 福有安康公司
- 寧波福懋油脂有限公司
- Formosa Oil Processing （Panama）S.A.

## 外部連結
- 福懋油脂股份有限公司 （页面存档备份，存于）